# Rundfunk Berlin-Brandenburg
Rundfunk Berlin-Brandenburg (RBB) er en tysk radio- og tv-station, der sender til delstaterne Berlin og Brandenburg. 
RBB blev dannet 1. maj 2003 som en fusion af Sender Freies Berlin (SFB) og Ostdeutscher Rundfunk Brandenburg (ORB) – sidstnævnt med hovedsæde i Potsdam. RBB er medlem af det tyske netværk af broadcasting-selskaber, ARD. Størstedelen af aktiviteter er placeret i Berlin, hvor RBB har et stort domicil på Theodor-Heuss-Platz, og Potsdam, men RBB har desuden studier i Cottbus, Frankfurt an der Oder, Perleberg og Prenzlau. 

## Kanaler

### Radio
- radioBerlin 88,8 – Lokalradio fra og for Berlin
- Antenne Brandenburg – Radio fra Brandenburg med studier i flere byer
- radioeins – Radio for det voksne publikum
- Fritz – Radio for teenagere og det unge publikum
- Kulturradio – Kultur og klassisk musik
- radiomultikulti – Multikulturel radio
- Inforadio – Nyhedsradio med base i Berlin

### Tv
- rbb Fernsehen – Berlin og Brandenburgs regionale offentlige tv-kanal. Mellem 19.30 og 20.00 sender kanalen separate regionale nyhedsudsendelser til Berlin ("Abendschau") og Brandenburg ("Brandenburg aktuell")
- Das Erste – Tysklands største tv-kanal, hvor RBB – som medlem af ARD – bidrager med 7% af sendefladen
- Phoenix – ARD og ZDF's fælles nyhedskanal
- KI.KA – ARD and ZDF's fælles børnekanal
- arte – Fransk-tysk kulturkanal
- 3sat – Kulturkanal, der drives af ARD, ZDF, ORF og SRG SSR idée suisse